# James Vann Johnston
James Vann Johnston, Jr. (Knoxville, Tennessee, 16 de outubro de 1959) é um clérigo católico romano e bispo de Kansas City-Saint Joseph.
James Vann Johnston estudou engenharia elétrica pela primeira vez na Universidade do Tennessee em Knoxville. Depois de se formar em 1982, ele trabalhou como engenheiro elétrico em Houston por vários anos. A partir de 1985, ele estudou no Seminário Saint Meinrad em Indiana e foi ordenado sacerdote pela Diocese de Knoxville em 9 de junho de 1990. Sua primeira posição como capelão foi em Oak Ridge. De 1992 a 1994 foi capelão, capelão escolar e professor em Chattanooga. Um estudo subsequente de direito canônico na Universidade Católica da América em Washington, D.C. formou-se em 1996 com uma licenciatura. De 1996 a 2008 foi Chanceler da Cúria Diocesana. Ao mesmo tempo, foi capelão de uma paróquia em Knoxville até 2001 e depois moderador da Cúria. Desde 2007, ele também foi pastor na Alcoa.
Papa Bento XVI nomeou-o em 24 de janeiro de 2008 Bispo de Springfield-Cape Girardeau. O arcebispo de Saint Louis, Raymond Leo Burke, doou-lhe a ordenação episcopal em 31 de março do mesmo ano; Os co-consagradores foram Joseph Edward Kurtz, arcebispo de Louisville, e seu predecessor John Joseph Leibrecht. Seu lema episcopal é O amor de Cristo nos impulsiona. (O amor de Cristo nos estimula).
Em 15 de setembro de 2015, o Papa Francisco o nomeou Bispo de Kansas City-Saint Joseph. A inauguração ocorreu no dia 4 de novembro do mesmo ano.
Na Conferência Episcopal dos Estados Unidos, é membro da Comissão para a Proteção de Crianças e Adolescentes e da Subcomissão do Catecismo.
Johnston é membro do Knight of Columbus (4º grau).
Em 2010, foi nomeado Grande Oficial da Ordem dos Cavaleiros do Santo Sepulcro em Jerusalém pelo Cardeal Grande Mestre John Patrick Cardeal Foley e empossado por Joseph Fred Naumann, Grande Prior da Tenência EUA NORTE.